# 帕萨马科迪湾
45°03′08″N 66°59′41″W / 45.05222°N 66.99472°W

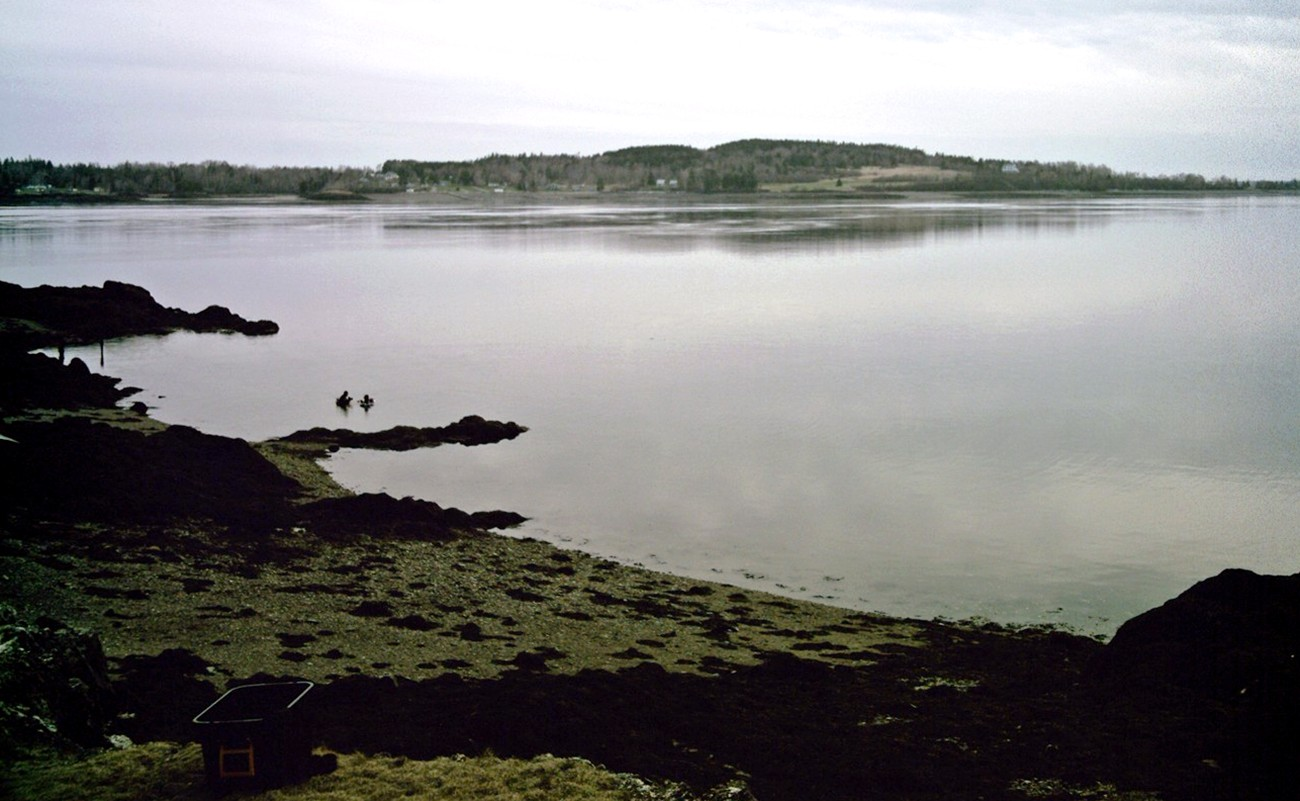
帕萨马科迪湾南部的迪尔岛。

帕萨马科迪湾（Passamaquoddy Bay）是大西洋芬迪湾西部的一个小海湾，地处美国缅因州与加拿大新不伦瑞克省之间，圣克洛伊河河口处。海湾南部出口处有迪尔岛、坎波贝洛岛等岛屿，沿岸主要城市有佩里、伊斯特波特、卢贝克（美国）和圣安德鲁斯（加拿大）等。海湾内有罕见的巨大潮汐流，每天两次的潮起潮落约有20亿立方米的流量进出海湾，平均潮高约5.5米。早在20世纪20年代就开始研究利用该地的潮汐进行发电的可行性，但因技术和资金等问题，至今未能实现。